# Wilhelm Tochtermann

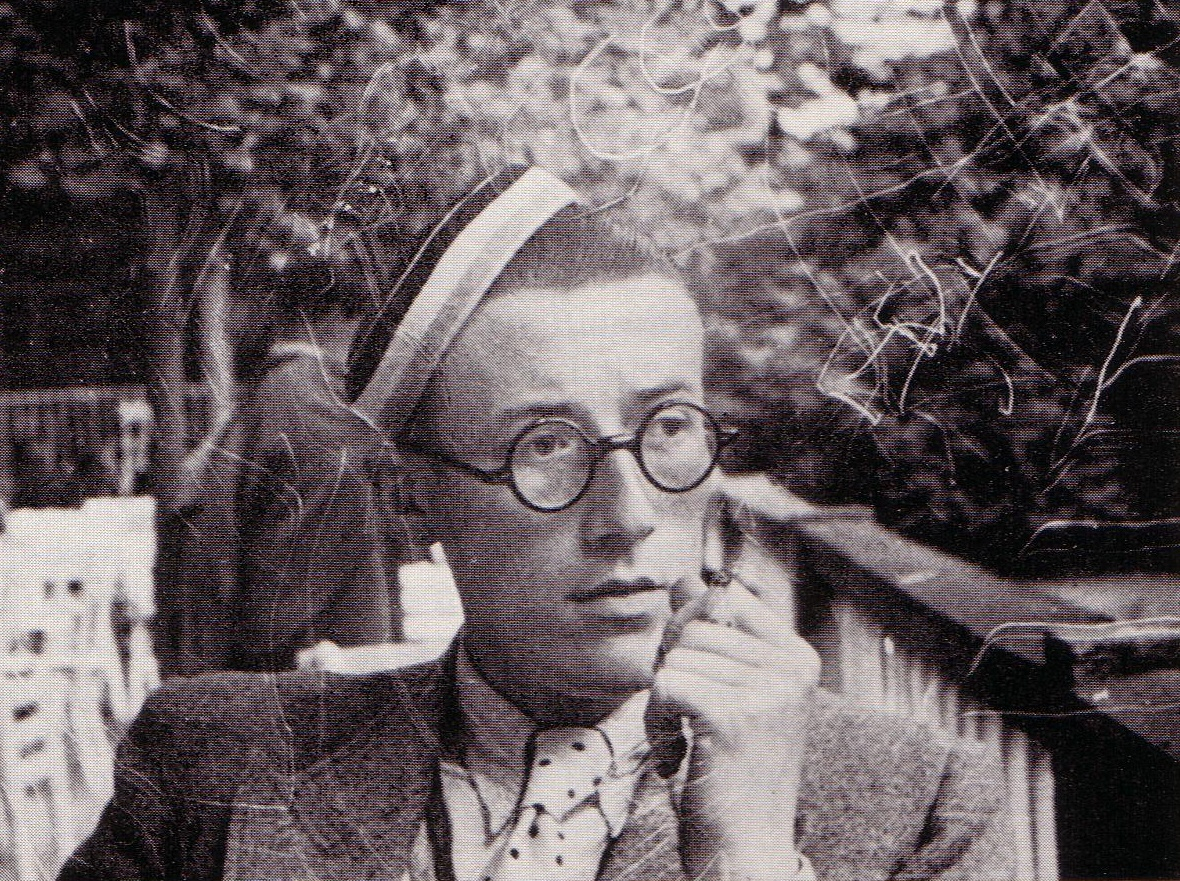
Wilhelm Tochtermann (1932)

Wilhelm Tochtermann (* 5. Juni 1912 in Hof (Saale); † 2. Januar 1974 in Wertingen) war ein deutscher Arzt, Psychotherapeut und Lyriker.

## Leben
Tochtermann absolvierte das Gymnasium Albertinum Coburg und studierte an der Ludwig-Maximilians-Universität München Medizin. Er war zunächst Freistudent. Wegen seiner Neigung zu Österreich ging er an die Leopold-Franzens-Universität Innsbruck. 1933 wurde er im Corps Gothia recipiert. Auf einer Studentenreise zur „Nostra rivoluzione“, der Zehnjahresfeier des Italienischen Faschismus, bekam er Benito Mussolini zu Gesicht. In der Weimarer Republik aufgewachsen, kehrte Tochtermann in das inzwischen nationalsozialistische Deutschland zurück. Er setzte sein Studium an der Julius-Maximilians-Universität Würzburg fort und wurde noch 1933 auch im Corps Bavaria Würzburg aktiv. Von der Studentenschaftsführung wurde Tochtermann zum freiwilligen Arbeitsdienst im Arbeitsdienstlager 2/284 in Zell-Dürrbachau bei Würzburg gedrängt. Tochtermann wechselte an die Düsseldorfer Akademie für praktische Medizin und die Rheinische Friedrich-Wilhelms-Universität Bonn. In Bonn bestand er 1937 das Staatsexamen. Mit einer Dissertation bei Max Bürger wurde er 1939 zum Dr. med. promoviert. Bei ihm war er auch Medizinalassistent. 1943 stieß er auf Hans Klöpfers Gedicht Heimkehr 1918, das „frei von Heldenpathos und Sentimentalität war und bestes handwerklich-dichterisches Können zeigte“. Tochtermann war von Klöpfers und Fritz Stübers Lyrik nachhaltig beeindruckt. Er eröffnete eine Arztpraxis in Wertingen, wo sein Großvater Bürgermeister gewesen war. Er führte sie bis 1950.

## Medizinische Werke
- Der Arzt als Arznei. Die Persönlichkeit des Arztes als Heilfaktor in der Psychotherapie. Hippokrates, Stuttgart 1952.
- Der überempfindliche Mensch. Über den rechten Umgang mit sich selber. Paracelsus, Stuttgart 1955; 5. Auflage 1976.
- Begegnungen mit Menschen als Wendepunkte meines ärztlichen Denkens. Bircher-Benner, Bad Homburg 1956.
- Vom Sinn des Sinngedichts. Krauss, Wertingen 1960.
- Der Weg zu sich. Reinhardt, München 1961.
- „Als der Lenz den Blütensegen goß ins maiengrüne Land“ – Erinnerungen und Rückblenden eines Dichters und Arztes. In: Einst und Jetzt. Bd. 20 (1975), S. 80–93

## Lyrik
- Wandler in der Götter Spur … Krauss, Wertingen 1951.
- Recreatio in vitam. Karlsruher Bote, Karlsruhe 1958.
- Recreatio in deum. Ein Zyklus von Sinngedichten. Karlsruher Bote, Karlsruhe 1958.
- Sonette von den toten Dingen. Ein Zyklus von Sinn-Gedichten in 6 Sätzen mit einem Anhang. Karlsruher Bote, Karlsruhe 1959.
- In der Kürze liegt die Würze. Epigrammatische Porträts. Karlsruher Bote, Karlsruhe 1960.
- Der Hüter der Schwelle. Pintschereien, Satire. Krauss, Wertingen 1961.
- Zwischen Fackel und Neon. Sinn-Lyrik. Europäischer Verlag, Wien 1966.
- Auch die Wehmut singt. Sinnlyrik. Europäischer Verlag, Wien 1978.
- mit Dieter Wolfgang Schöne, Manfred Siebald: Esel des Herrn. Du und Dein Haus, Mainz 1986 (Noten).